# Fabio Lovino
Fabio Lovino (Roma, 1963) è un fotografo italiano.

## Biografia
Fabio Lovino inizia a lavorare come fotografo professionista durante gli anni ottanta, realizzando fotografie per la pubblicità e ritratti di vari musicisti. In seguito, Lovino realizzerà anche le copertine degli album di importanti artisti italiani e stranieri (Mark Knopfler, Elisa, Caparezza, Subsonica, Marina Rei, Alex Britti, Sergio Cammariere, Morrissey), i ritratti di attori come Robert De Niro, Al Pacino, Benicio del Toro, Charlotte Rampling, Terry Gilliam, Martin Scorsese, Francis Ford Coppola, David Cronenberg e David Lynch e le copertine di riviste come Max, Elle, Vogue, Vanity Fair e Rolling Stone. Dal 2002 lavora con l'agenzia Contrasto.
Nel 2007 per Fox Life realizza Photocall, programma di 10 puntate in cui incontra 10 attrici italiane. Lo stesso anno la Mondadori ha realizzato una mostra intitolata A riveder le stelle con i ritratti da lui realizzati di quarantacinque fra attori e registi italiani. Nel 2011 realizza la mostra Una festa mobile: Ritratti di cinema, attori, amici per la Fondazione FORMA di Milano. La mostra è stata esposta anche alla Casa del Cinema di Roma.
Nel 2012 fa parte della giuria tecnica di Miss Italia. Nel 2014 è protagonista di una puntata della serie-documentario Fotografi di Sky Arte HD. Nel 2016 realizza con la ONG WeWorld il film documentario e la mostra fotografica Mothers. L’Amore che cambia il Mondo, presentati al Taormina Film Fest e alla Camera dei deputati.

## Opere
- Fabio Lovino, Portraits italian cinema, Bologna, Damiani, 2013.
- Francesco Schlitzer e Fabio Lovino, Imbizzarriti. Com'è stato possibile restituire dignità e diritti agli artisti italiani, Milano, Contrasto, 2014.
- Fabio Lovino, Mothers, Milano, We World, 2015, ISBN 978-88-9409-192-2.

## Mostre
- 2011, Milano, Fabio Lovino, una festa mobile: ritratti di cinema, attori, amici, Fondazione FORMA per la fotografia[11][12]
- 2013, Los Angeles, Portraits, Istituto di Cultura[13]
- 2015, Milano, Mothers - L’amore che cambia il mondo, Sala Reale - Binario 21 della Stazione Centrale di Milano[14][15]
- 2017, Milano, Mothers - L’amore che cambia il mondo, Spazio Espositivo PwC Milano[16]